# Agnès Keith
Pour les articles homonymes, voir Keith.
Agnès Keith, comtesse de Moray (1540 - 16 juillet 1588) est une aristocrate écossaise. Elle est l'épouse de James Stuart, régent d'Écosse et demi-frère illégitime de Marie Stuart. En tant qu'épouse du régent, Agnès était la femme la plus puissante d'Écosse de 1567 jusqu'à l'assassinat de son mari en 1570.
Elle se marie en secondes noces avec Colin Campbell, qui devient comte d'Argyll en 1573. Au cours de son deuxième mariage, Agnès s'est retrouvée impliquée dans un litige concernant les bijoux de la reine Marie qui lui avait été confiés. C'est son refus de remettre les bijoux au gouvernement écossais qui a déclenché une querelle entre le comte d'Argyll et le régent Morton.

## Famille

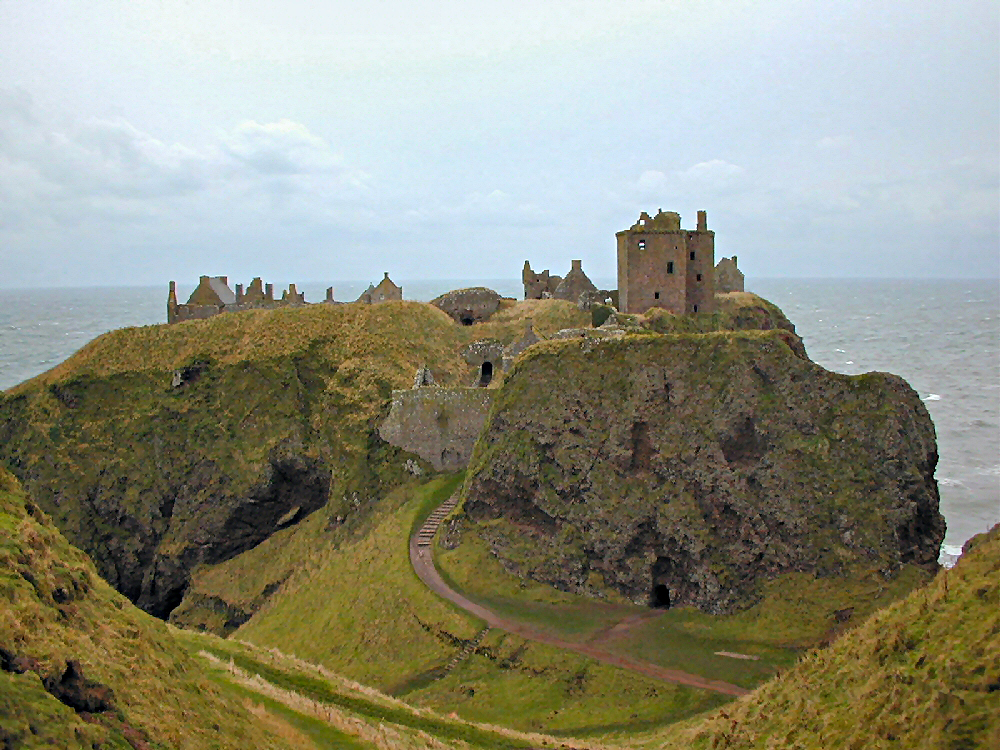
Château de Dunnottar, lieu de naissance d’Agnès Keith.

Lady Agnès Keith, est née au château de Dunnottar, en Écosse, vers 1540. Elle est la fille aînée de William Keith, 4e comte Marischal et de Margaret Keith. Ses grands-parents paternels sont Robert Keith et Elizabeth Douglas, et ses grands-parents maternels sont William Keith et Janet Gray. Agnès est une descendante du roi Jacques Ier d'Écosse et de son épouse Jeanne Beaufort, l'arrière-petite-fille du roi Édouard III d'Angleterre.
Elle a deux frères, William Keith (décédé en 1580), et Robert Keith, 1er Lord Altrie (décédé en 1596), et six sœurs cadettes : Élisabeth, épouse de Sir Alexander Irvine de Drum, Alison, épouse d'Alexander, Lord Salton, Marie, épouse de Sir John Campbell de Calder, Béatrice, épouse de John Allardice d'Allardice, Janet, épouse de James Crichton de Frendraght et Margaret, épouse de Sir John Kennedy de Balquhan. Sa tante est Élisabeth Keith, épouse de George Gordon, 4e comte de Huntly, qui mena une rébellion infructueuse contre la reine Marie Ire d'Écosse en 1562. Elle est la cousine de Jean Gordon, la première épouse de James Hepburn, qui deviendra lui-même le troisième mari de Marie Ire d'Écosse. Le père d’Agnès était membre du Conseil privé de la reine Marie, et avait combattu à la bataille de Pinkie quand elle avait environ sept ans. Il est mort en 1581.
Agnès était également connue sous le nom d’Annabelle , ou d'Anna.

## Premier mariage

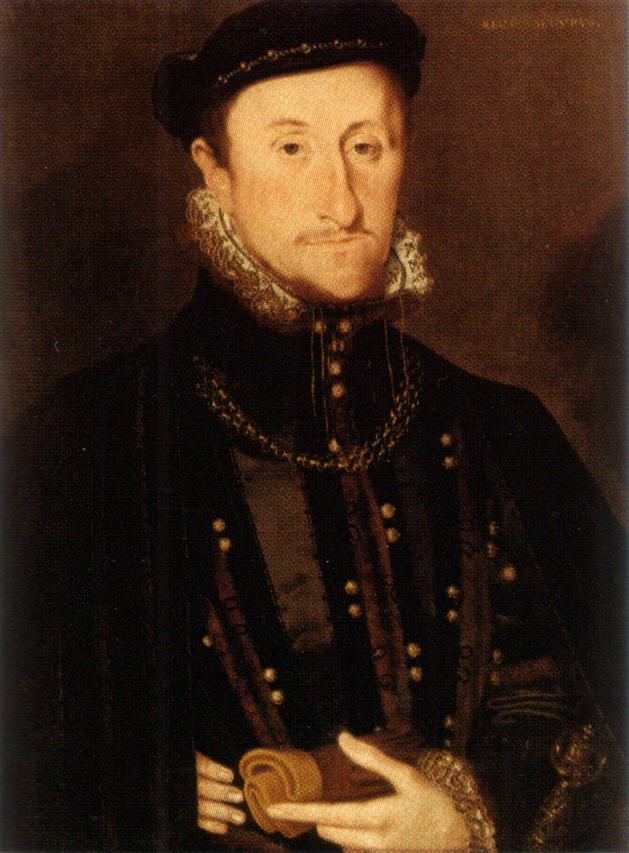
Portrait de son premier mari James Stuart, comte de Moray, peint par Hans Eworth en 1562.

À la cathédrale Saint-Gilles d’Édimbourg ou à Holyrood le 8 février 1561/2, Agnès épouse James Stuart, demi-frère illégitime et conseiller en chef de la reine Marie, qui avait été créé comte de Mar le jour précédent. La cérémonie, à laquelle assista toute la noblesse, était magnifique et John Knox avait prêché le sermon. Le somptueux mariage a été suivi de trois jours de festivités et de banquets au palais de Holyrood, dont la frivolité a été par la suite dénoncée par Knox par ces mots : "la vanité utilisée à cet égard a offensé beaucoup de pieux". La reine Marie a fait grand cas de la nouvelle Lady Mar et la considérait comme un membre proche de sa famille. Éduquée, Agnès a été décrite par l'auteure Antonia Fraser comme ayant "une véritable intelligence et un véritable esprit". Keith M. Brown, professeur d'histoire écossaise à l'Université de St. Andrews, l'a décrite comme étant "intelligente, avide, avec un caractère d'acier".
Agnès et son mari ont eu trois filles :
- Élisabeth Stuart, 2e comtesse de Moray (fin 1565 - 18 novembre 1591), épouse le 23 janvier 1581 James Stewart de Doune, avec qui elle eut cinq enfants dont James Stuart, 3e comte de Moray et Margaret Stuart, comtesse de Nottingham.
- Annabelle Stuart (1568/69 - 1570), selon le Diurnal of Occurents, Annabelle est née à Stirling vers le 22 mai 1568[15].
- Margaret Stuart, (née posthume fin janvier / 18 avril 1570 - avant le 3 août 1586), épouse en 1584 Francis Hay, 9e comte d'Errol. Le mariage reste sans enfant[16].

La reine avait secrètement donné à son demi-frère le titre de comte de Moray en janvier 1562. Ce titre appartenait à George Gordon, 4e comte de Huntly, lui-même marié à la tante d'Agnès. James accepta de renoncer au titre de comte de Mar, qui appartenait à la famille Erskine, mais conserva le comté de Moray. Le comte de Huntly mena donc une rébellion dans les Highlands contre la reine. La rébellion était encouragée par la tante d'Agnès. Huntly et ses rebelles ont été vaincus par les troupes de James lors de la bataille de Corrichie le 22 octobre 1562. Certains des biens confisqués de Huntly ont été envoyés pour meubler le nouveau château du couple à Darnaway.
Le comte de Moray et sa demi-sœur sont devenus ennemis après le mariage de Marie avec Henry Stuart, Lord Darnley, en 1565, un homme à qui Moray était farouchement opposé. Il ne semble cependant pas que sa femme ait partagé la même hostilité envers la reine. En raison de sa grossesse avancée, Agnès n'a pas pu rejoindre son mari en exil en Angleterre. Moray avait été en effet déclaré hors la loi à la suite de sa rébellion, connue sous le nom de "Chaseabout Raid", contre sa sœur en août de la même année. Agnès est restée chez elle au prieuré de St. Andrew, où, à la fin de 1565, elle donne naissance à une fille, Élisabeth. Après son rétablissement, elle a repris sa gestion  des domaines du couple. Son mari retourne en Écosse après le meurtre du secrétaire de la reine, David Rizzio, en mars 1566 et est gracié par la reine.
Il a été rapporté qu'en août 1566, après la naissance du futur roi Jacques VI d'Écosse, Agnès était l'une des dames avec lesquelles la reine passait le plus de temps. Au début de février 1567, Agnès fait une fausse couche, ce qui fournit à son mari une excuse pour quitter précipitamment Édimbourg, il était donc absent lorsque Lord Darnley est assassiné à Kirk o'Field.

### La femme la plus puissante d'Écosse
La reine Marie est destituée par les seigneurs confédérés à la bataille de Carberry Hill, alors que le comte de Moray était encore en France. Marie est alors détenue au château de Loch Leven. Agnès reste avec la reine et sa belle-mère à Loch Leven en juillet 1567. L'ambassadeur d'Angleterre à Édimbourg, Nicholas Throckmorton, a entendu dire qu'il y avait "un grand chagrin entre la reine et elle lors de leur réunion et beaucoup plus de joie au départ". Peu de temps après le 24 juillet 1567, Marie abdique.
Le comte de Moray est proclamé régent d'Écosse pour le roi nouveau-né Jacques VI le 22 août 1567. Son mari détenant la régence, Agnès devient la femme la plus puissante d'Écosse. Elle était une politicienne très intelligente et intimidante  et beaucoup de gens avaient peur de subir sa colère. En mai 1568, avant la bataille de Langside, elle informa froidement son cousin effrayé, George Gordon, 5e comte de Huntly, que "vous m'avez mise fort en colère". Huntly avait en effet indiqué qu'il soutiendrait Marie plutôt que le régent.
Le comte de Moray est assassiné à Linlithgow en janvier 1570  par James Hamilton de Bothwellhaugh, partisan de la reine Marie. Hamilton a tiré sur James depuis une fenêtre alors que ce dernier passait à cheval dans la rue principale en dessous, le blessant mortellement. Agnès était enceinte au moment du meurtre et a accouché d'une fille, Margaret, peu de temps après. Elle a passé les deux années suivantes à gérer les biens familiaux et à mener une série de batailles juridiques au cours desquelles elle a cherché à obtenir une compensation financière pour la période de régence de son mari.
Pendant qu'Agnès était à Dunnotar, sa belle-mère, Margaret Erskine, s'occupait de sa seconde fille, Annabelle, au château de Loch Leven. Bien qu’Annabelle ait été décrite comme "joyeuse et très vigoureuse" par le secrétaire de sa mère, John Wood, en avril 1570, elle meurt quelques mois plus tard.

## Second mariage et excommunication
Entre le 13 janvier 1571 et le 26 février 1572, Agnès devient la seconde épouse de Colin Campbell, fils d'Archibald Campbell, 4e comte d'Argyll et de Margaret Graham, et héritier présomptif du comté d'Argyll, avec qui elle eut trois autres enfants, :
- Colin Campbell de Lundie (décédé avant le 15 mai 1619), épouse Marie Campbell, avec qui il eut un enfant.
- Jane Campbell, mariée à Donald Campbell.
- Archibald Campbell, 7e comte d'Argyll (1575-1638), épouse d'abord Agnès Douglas avec qui il eut trois enfants, dont Archibald Campbell, 1er marquis d'Argyll ; il épouse ensuite Anne Cornwallis.

Agnès est excommuniée par l'Église d'Écosse le 25 avril 1573 pour son influence et son manque de soumission à son mari. Il aurait en effet été "très conseillé par Agnès". Dans un autre document, il est rapporté que Colin était "trop conduit par son épouse". Son deuxième mari a quant à lui affirmé qu'il était « bien conseillé par sa femme » et elle était considérée comme « une politicienne intelligente et effrayante ».
À la mort sans descendance de son beau-frère Archibald Campbell, 5e comte d'Argyll le 12 septembre 1573, Agnès devient comtesse d'Argyll. La professeure Jane E.A Dawson de l'Université d'Édimbourg a noté qu'Agnès et son mari se rendaient au château de Darnaway à Moray où ils avaient prévu de passer l'hiver lorsque la nouvelle du décès du 5e comte leur parvint. Ils se sont donc arrêtés au château de Dunnottar pour changer leurs plans.

### Les bijoux de la reine Marie
Après le transfert de la reine Marie au château de Loch Leven en 1567, ses bijoux sont confiés au comte de Moray. Il a vendu certains des joyaux à Élisabeth Ire d'Angleterre et en a promis d'autres pour financer la guerre civile. Agnès a obtenu certains de ces bijoux. La reine a écrit à Agnès du château de Tutbury peu de temps après l'assassinat du comte le 28 mars 1570 au sujet de ces bijoux. Marie voulait qu'ils lui soient envoyés en Angleterre, y compris un bijoux composé de diamants et de rubis appelé le "H"  ou le "Grand Harry", un diamant donné à la reine à l'occasion de son premier mariage par son beau-père, le roi Henri II de France. Le comte de Huntly a demandé les bijoux au nom de Marie le 1er novembre 1570, et elle a elle-même écrit à nouveau le 27 janvier 1571. Cependant, le régent Lennox les avait également demandés le 13 septembre 1570. Face à un dilemme entre la remise des bijoux à Marie ou au gouvernement écossais, Agnès a choisi de les garder.
C'est le désir d'Agnès de conserver ces bijoux précieux qui a provoqué une querelle entre son deuxième mari et le régent Morton, qui a exigé leur retour au nom du roi Jacques VI d'Écosse, menaçant le couple d'arrestation s'ils ne livraient pas les bijoux qu'il considérait comme propriété de la couronne écossaise. Agnès a soutenu qu'elle conservait les bijoux en gage des dettes qui lui étaient dues pour les dépenses que le comte de Moray avait engagées en tant que régent d'Écosse. Agnès et son mari ont donc été tous deux déclarés rebelles le 3 février 1574. Agnès a fait appel au Parlement écossais et a écrit plusieurs lettres à la reine Élisabeth demandant son intervention, ce qui lui permettrait de conserver les bijoux. Ces lettres ont été examinées par Francis Walsingham en septembre 1574.
La longue enquête et le litige avec le régent Morton sur la garde des pierres précieuses  prirent fin le 5 mars 1575, lorsque le comte, en son nom et celui d'Agnès, les remit au gouvernement. Le comte d'Argyll serait plus tard en partie responsable de la chute de Morton et de sa perte de la régence en 1578.

## Mort et postérité
Agnès meurt le 16 juillet 1588 à Édimbourg. Elle est inhumée dans la cathédrale Saint-Gilles auprès de son premier mari. La tombe est située dans l'allée Saint-Antoine et a été sculptée par John Roytell et Murdoch Walker. Son testament a été homologué le 9 août 1591.